# Железнодорожная станция Ханькоу
Железнодорожная станция Ханькоу (кит. 汉口站) — одна из трёх главных железнодорожных станций города Ухань, столицы провинции Хубэй Китайской Народной Республики. Она расположена в части города, известной как Ханькоу (то есть в части города к северу от рек Янцзы и Ханьшуй), в нескольких километрах к северу от исторического центра Ханькоу. Станция Ханькоу обслуживается одноимённой станцией на 2 линии Уханьского метрополитена.

## История

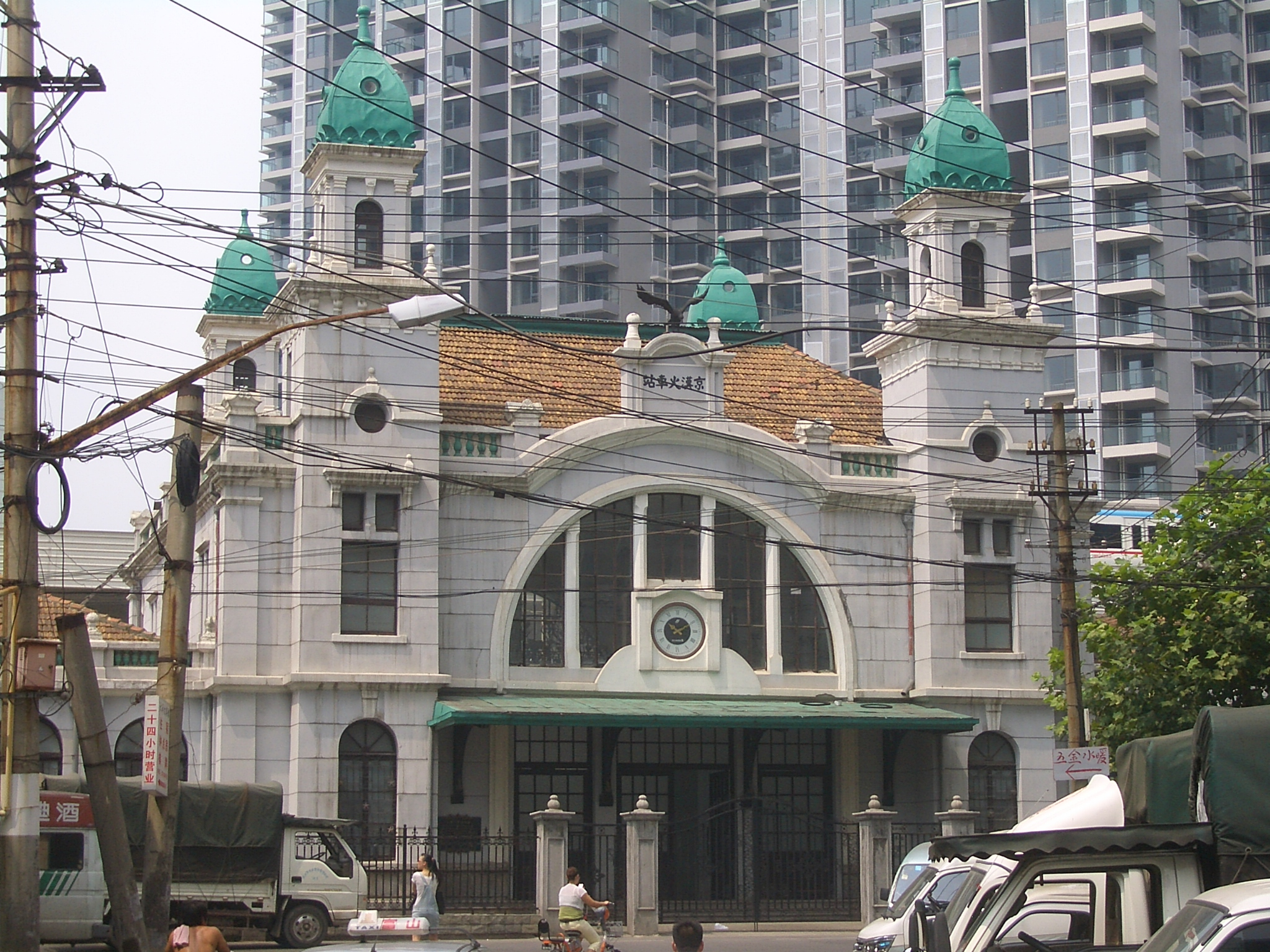
Станция Дачжимэнь, построенная в 1900—1903 годах и закрытая в 1991 году после открытия нынешней станции Ханькоу.

Когда в начале XX века железная дорога Пекин-Ханькоу из Пекина достигла Ханькоу, её конечной станцией стала железнодорожная станция Дачжимэнь, расположенная прямо за стенами оживленного портового города Ханькоу. В 1991 году станция Дачжимэнь была закрыта, а её обслуживание было переведено на нынешнюю железнодорожную станцию Ханькоу, расположенную в нескольких километрах к северу от центра Ханькоу. Нынешнее здание в европейском стиле было построено в 2010 году.
Железнодорожная станция Ханькоу была соединена с метрополитеном Уханя 28 декабря 2012 года с открытием 2 линии городской системы метрополитена.
Расположение станции вблизи оптового рынка морепродуктов Хуанань могло способствовать распространению коронавирусной болезни 2019 года. 23 января 2020 года станция была закрыта, как и вся остальная транспортная инфраструктура города, в связи с карантином в Ухане, вызванным вспышкой COVID-19. 28 марта станция возобновила работу только для прибывающих пассажиров; полная работа была возобновлена 5 апреля.

## Услуги
Как и железнодорожная станция Учан на южном берегу Янцзы, станция Ханькоу обслуживает поезда, идущие во всех направлениях. После завершения строительства высокоскоростной железной дороги Хэфэй-Ухань из Хэфэя в апреле 2009 года станция Ханькоу стала основным конечным пунктом Уханя для высокоскоростных поездов, прибывающих в город по этой линии из Шанхая через Нанкин и Хэфэй, хотя по состоянию на декабрь 2013 года по крайней мере три из этих поездов прибывают на железнодорожную станцию Ухань, а некоторые следуют в Учан.
Железнодорожная станция Ханькоу также является станцией Уханя для железной дороги Ухань-Ичан, которая идет на запад, в Ичан. В конечном счёте железные дороги Хэфэй-Ухань и Ухань-Ичан станут участками высокоскоростной железной дороги Шанхай-Ухань-Чэнду от Шанхая до Ханькоу и Чэнду.